# Madeleine Delbrêl

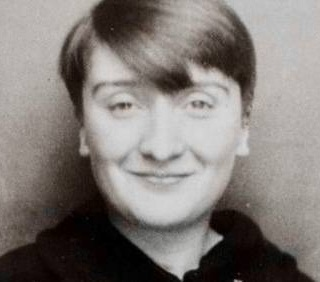
Madeleine Delbrêl jako młoda kobieta

Madeleine Delbrel (ur. 24 października 1904 w Mussidan, zm. 13 października 1964) – Czcigodna Służebnica Boża Kościoła katolickiego, francuska pisarka.

## Życiorys
Madeleine Delbrel urodziła się 24 października 1904 roku. Jej ojciec był urzędnikiem kolejowym. Kiedy miała 10 lat, w 1914 roku wybuchła I wojna światowa. Studiowała sztukę i filozofię na uniwersytecie paryskim w Paryżu. Była także pisarką – napisała wiele książek. Zmarła na udar mózgu w opinii świętości.
W 1993 roku rozpoczął się jej proces beatyfikacyjny. 26 stycznia 2018 papież Franciszek zatwierdził dekret o heroiczności jej cnót.

## Twórczość
- Alcide prosty przewodnik dla prostych chrześcijan, Knopf, New Coll Księga Życia
- Wielkość i zależność od służby społecznej, a Bloud Gay, Paryż
- Społeczności zgodnie z Ewangelią
- Oślepiony przez Boga
- Kobiety i dom
- Humor w miłości: Medytacje i fantazje
- Misjonarze bez łodzi- korzenie misji
- My, ludzie na ulicach- misyjne teksty
- Zjednoczenie z Chrystusem w otwartym świecie
- Ewa bitwy- pracowników socjalnych
- Miasto misja ziemia marksizmu do powołania do Boga